# Per Kinde
Per Johan Kinde, pierwotnie Jakobsson (ur. 14 kwietnia 1887 w Göteborgu, zm. 30 czerwca 1924 tamże) – szwedzki strzelec, medalista olimpijski.

## Życiorys
Per Kinde wziął udział tylko w jednych igrzyskach olimpijskich, w 1920 roku w Antwerpii. Zdobył tam brązowy medal w drużynie, razem z Erikiem Lundquistem, Frederikiem Landeliusem, Alfredem Swahnem, Karlem Richterem i Erikiem Sökjer-Petersénem. Uzyskał wynik 86 punktów, w drużynie lepszy od niego był jedynie Lundquist. 
Trenował w Sztokholmie, ale urodził się i zmarł w Göteborgu. Zmarł śmiercią samobójczą.